# 蘭塔薩爾米

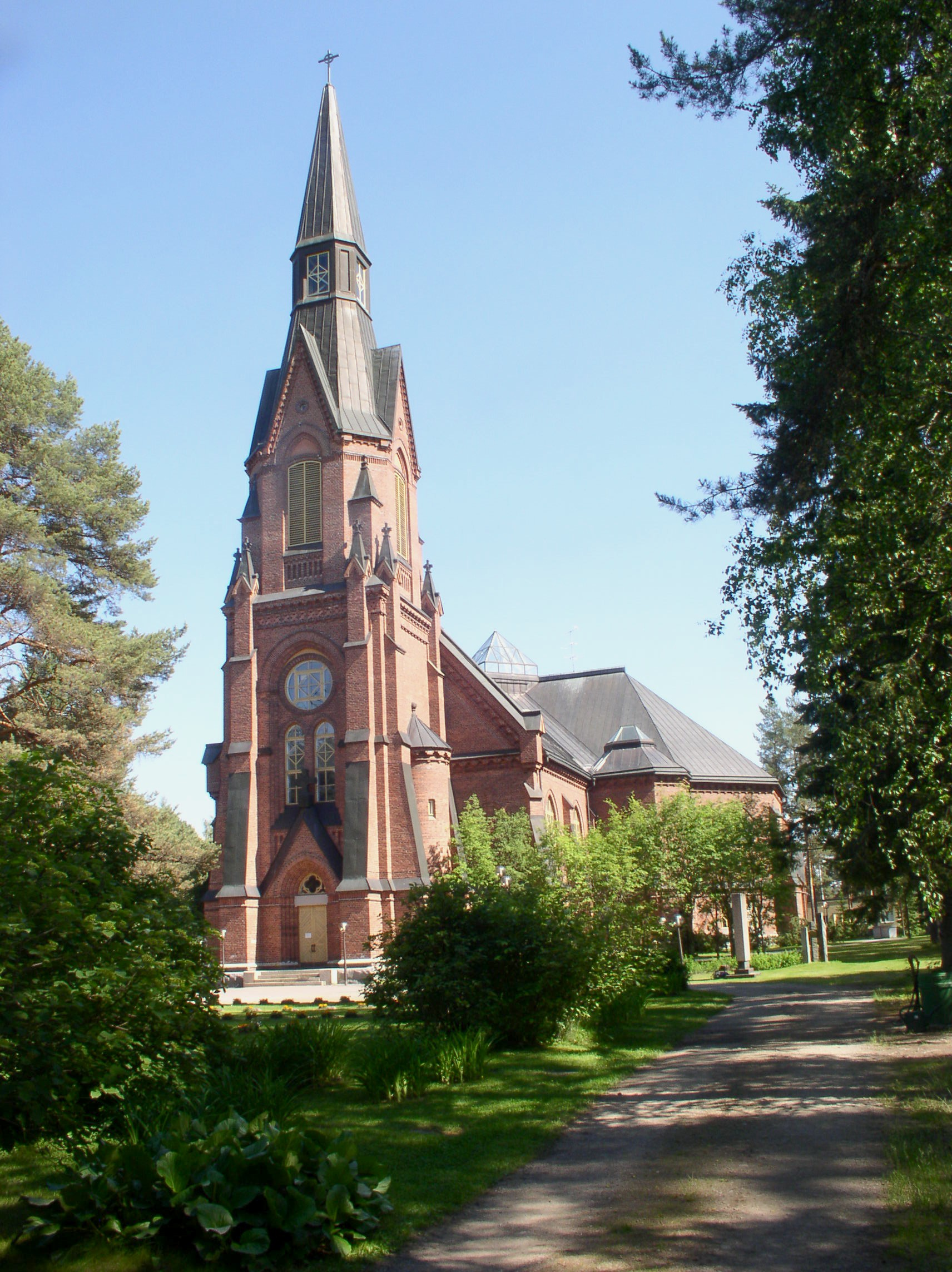
兰塔萨尔米教堂

蘭塔薩爾米（芬蘭語：Rantasalmi）是芬蘭的市鎮，位於該國東南部豪基韋西湖南岸，由南薩沃尼亞區負責管轄，始建於1578年，面積926平方公里，2013年人口3,951，人口密度為每平方公里7.07人。

## 外部連結
- Municipality of Rantasalmi（页面存档备份，存于） – Official website （文）